# Abramowitz and Stegun
Abramowitz and Stegunとはアメリカ合衆国国立標準局（現：国立標準技術研究所）在籍のミルトン・アブラモビッツとアイリーン・ステガンが編集した数学参考書の通称である。正式名称は“Handbook of Mathematical Functions with Formulas, Graphs, and Mathematical Tables”。
1964年に出版された1046ページの初版は応用数学における事実上すべての分野で使用される多数の関数の値の表や定義、識別、近似値、プロットを含む特殊関数の情報において最も包括的な情報源の一つとなっていった。この書籍で使われている表記は今日、多くの応用数学でデファクトスタンダードとなっている。
出版時、この書籍は実務家にとって不可欠なリソースであった。昨今では数式処理システムが関数表の代わりに使用されているが、この書籍は重要なリファレンスソースであり続けている。1954年に開催された会議の序文では「高速コンピューター機器の出現は数表を作成する仕事を変えるが、数表の必要性は間違いなく無くなることは無いだろう。」とされている。

## 発行
この書籍は公的な資格を持って当たるアメリカ合衆国連邦政府職員による職務上の著作物なので、米国内では著作権で保護されない。合衆国政府印刷局に注文もできるが、商業出版社版もあり最も有名なのはドーヴァー出版によるものである。さらに合法的にネット上で閲覧したりダウンロードもできる。

## 後継
2010年5月11日にNISTが長期間かけて製作されたこの書籍のデジタルな後継著作物であるDigital Library of Mathematical Functions (DLMF) が公開され、またケンブリッジ大学出版局による印刷版であるNIST Handbook of Mathematical Functionsも出版された。さらなる情報はNISTのサイトで見つけることができる。